# Otrieszkowo
Otrieszkowo (ros. Отрешково) – wieś (ros. село, trb. sieło) w zachodniej Rosji, w sielsowiecie winnikowskim rejonu kurskiego w obwodzie kurskim.

## Geografia
Miejscowość położona jest 3 km od centrum administracyjnego sielsowietu (1-je Winnikowo), 18 km na północny wschód od centrum administracyjnego rejonu (Kursk), 8,5 km od drogi federalnej R-298 (Kursk – Woroneż – R22 «Kaspij»; część europejskiej trasy E38). W bezpośrednim sąsiedztwie wsi znajduje się stacja kolejowa Otrieszkowo.
We wsi znajduje się 167 posesji.
Klimat
Miejscowość, jak i cały rejon, znajduje się w strefie klimatu kontynentalnego z łagodnym ciepłym latem i równomiernie rozłożonymi opadami rocznymi (Dfb w klasyfikacji klimatów Köppena).
|                            | Sty  | Lut  | Mar  | Kwi  | Maj  | Cze  | Lip  | Sie  | Wrz | Paź  | Lis  | Gru  |
| -------------------------- | ---- | ---- | ---- | ---- | ---- | ---- | ---- | ---- | --- | ---- | ---- | ---- |
| Najwyższe temperatury (°C) | -4,4 | -3,5 | 2,4  | 12,8 | 19,2 | 22,5 | 25,2 | 24,5 | 18  | 10,4 | 3,1  | -1,4 |
| Najniższe temperatury (°C) | -9   | -9,1 | -5,3 | 2,3  | 8,8  | 12,7 | 15,6 | 14,7 | 9,5 | 3,7  | -1,5 | -5,6 |
| Opady (mm)                 | 51   | 44   | 46   | 50   | 60   | 69   | 72   | 55   | 60  | 59   | 46   | 49   |
| Ilość dni z opadami        | 8    | 8    | 8    | 7    | 8    | 8    | 9    | 6    | 7   | 7    | 7    | 9    |

## Demografia
W 2010 r. wieś zamieszkiwało 295 osób.